# 融光桥
融光桥又名柯桥大桥、红卫桥，为位于中国浙江省绍兴市柯桥区柯桥古镇镇中心的一座南北向单孔石拱桥，跨浙东运河与古纤道，因桥旁原有融光寺而得名，现为明代重建。
桥长15米，宽3.6米，净跨9.9米，桥孔呈半圆形，拱券采用纵联分节并列砌筑，券顶嵌深雕盘龙图案之龙门石3块。桥东有柯城寺，桥南北分别有新柯桥和永丰桥。